# Teatro St. James
El Teatro St. James (en inglés:St. James Theatre; acortado a "St. James" por los lugareños) es un teatro ubicado en el corazón de la ciudad capital de Nueva Zelanda, Wellington. El teatro actual fue diseñado en 1912 por el australiano  Henry Eli White. El teatro se encuentra al frente de Courtenay Place, la calle principal del distrito de entretenimiento de Wellington, frente al complejo de cines Reading. El edificio es el número 83.
El edificio está clasificado como "Categoría I" ("lugares de especial importancia patrimonial o excepcional valor histórico o cultural"), y lugar histórico por el New Zealand Historic Places Trust.